# Arrondissement Haguenau-Wissembourg
Haguenau-Wissembourg is een arrondissement van het Franse departement Bas-Rhin in de regio Grand Est. Het arrondissement is op 1 januari 2015 ontstaan toen het arrondissement Wissembourg werd opgeheven en samen met twee gemeentes van het arrondissement Saverne en, op drie gemeentes na, het kanton Brumath van het eveneens opgeheven arrondissement Strasbourg-Campagne werd samengevoegd met het arrondissement Haguenau, dat aansluitend hernoemd werd naar Haguenau-Wissembourg. De onderprefectuur is Haguenau.

## Kantons
Het arrondissement is samengesteld uit de volgende kantons:
- Kanton Bischwiller
- Kanton Brumath (18 van de 21 gemeentes)
- Kanton Haguenau
- Kanton Reichshoffen
- Kanton Wissembourg